# Gare de Nort-sur-Erdre
Gare de Nort-sur-Erdre vasútállomás Franciaországban, Nort-sur-Erdre településen.

## Vasútvonalak
Az állomást az alábbi vasútvonalak érintik:
- Nantes-Orléans-Châteaubriant-vasútvonal

## Kapcsolódó állomások
A vasútállomáshoz az alábbi állomások vannak a legközelebb:
- Gare de Sucé-sur-Erdre (Gare de Nantes, Nantes-Orléans-Châteaubriant-vasútvonal)
- Gare d’Abbaretz (Gare de Châteaubriant, Nantes-Orléans-Châteaubriant-vasútvonal)